# Abandon en procédure civile française
Pour les articles homonymes, voir Abandon.
En procédure civile, le code de procédure civile traite sous le nom de « désistement » l'abandon d'une procédure déjà engagée ou d'un recours exercé contre un jugement.
Sous le vocable de « renonciation », l'article 323 du Code civil français interdit d'abandonner une action judiciaire relative à la filiation.